# Amata atuntseensis
Amata atuntseensis är en fjärilsart som beskrevs av Obraztsov 1966. Amata atuntseensis ingår i släktet Amata och familjen björnspinnare. Inga underarter finns listade i Catalogue of Life.